# Триперстка смугаста
Триперстка смугаста (Turnix suscitator) — вид сивкоподібних птахів родини триперсткових (Turnicidae).

## Поширення
Вид поширений в Південній та Південно-Східній Азії від Індії та Шрі-Ланки до Тайваню, Філіппін і Сулавесі. Трапляється в більшості місць існування, крім густого лісу та пустелі.